# Walther Stennes
Walther Franz Maria Stennes (12 de abril de 1895 - 19 de mayo de 1983) fue un militar alemán, líder de las Sturmabteilung (SA, o "camisas pardas") del NSDAP en Berlín y sus alrededores. En agosto de 1930 dirigió la revuelta de Stennes contra Adolf Hitler, el líder del partido, y el jefe regional del partido en el área de Berlín, Joseph Goebbels. La disputa fue sobre las políticas y prácticas de Hitler en el uso de las SA, y el propósito subyacente de la organización paramilitar. Hitler sofocó la revuelta pacíficamente, pero después de una segunda rebelión en marzo-abril de 1931, la SA fue purgada y Stennes fue expulsado del partido.

## Primeros años
Stennes nació en 1895, hijo de Fritz Stennes, un alguacil y oficial del Ejército alemán, y su esposa Louise. Fue educado en la escuela de cadetes –una academia militar oficial dirigida por el ejército– en Schloss Bensberg. En 1910 se trasladó a la Real Escuela Prusiana de Cadetes Principales en Berlín-Lichterfelde. Sus compañeros de clase incluyeron a Hermann Göring y Gerhard Roßbach. 
Después de que Stennes se graduó en el verano de 1913, ingresó a la escuela de oficiales. En agosto de 1914, durante la Primera Guerra Mundial, se convirtió en teniente del 3.º Regimiento de Infantería de Westfalia No. 16 en Bélgica. Más tarde ese mes, el 23 de agosto, fue herido. En Flandes, experimentó la tregua de Navidad, donde los soldados alemanes y británicos se fraternizaron espontáneamente, celebrando la Navidad juntos. Fue condecorado varias veces durante la guerra. En mayo de 1915 fue galardonado con la Cruz de Hierro de 1.ª clase, y en junio de 1917 obtuvo la Orden de Hohenzollern de la Casa de Hohenzollern. En 1918 recibió la Cruz de Mérito de Guerra de Lippe, la Cruz Hanseática y la Medalla de Herido en plata. 
Después de abandonar el ejército, Stennes ocupó cargos como capitán de policía y también como líder de los Freikorps, las unidades paramilitares voluntarias formadas en gran parte por exmilitares. También era un traficante de armas.

## Familia
En 1930 Stennes se casó con Hildegard Borkenhagen en Berlín. La pareja tuvo una hija.

## En el NSDAP
Stennes se unió al NSDAP en 1927. Asumió el liderazgo de las Sturmabteilung (SA) en el Gau de Berlín, reemplazando a Kurt Daluege, y fue nombrado comandante regional en jefe de las SA en el este de Alemania el 30 de septiembre de 1927. Fue OSAF Stellvertreter Ost (Diputado Supremo Líder SA Este), siete diputados regionales.

### Revuelta de Stennes
Stennes encabezó una revuelta en agosto de 1930 con miembros de las SA de Berlín, expresando sus objeciones a las políticas y propósitos de las SA, según lo definido por Hitler. Las SA no estaba satisfecha con la política de Hitler posterior al Putsch de Múnich de ganar poder por medios legales; los soldados de asalto frenaron bajo el lento ritmo inherente a esa estrategia política y querían una revolución, mientras que Hitler tenía la intención de usarlos solo para fines específicos según lo necesitara el partido. Además, los soldados de asalto se quejaron del "bossismo" y el favoritismo, y los bajos salarios, así como la dependencia de las SA de la parte para obtener fondos. Afirmaron que los miembros del partido vivían en "lujo", mientras que los hombres de las SA trabajaban hasta el agotamiento. En particular, Stennes criticó severamente a Hitler por gastar tanto en comprar y renovar la Casa Parda en Múnich para ser la sede del partido, mientras que las SA estaban mal pagadas. Aunque las quejas de las SA en Berlín fueron las más prominentes, comenzaron a surgir sentimientos similares de las SA en toda Alemania. 
El 27 de agosto, Stennes amenazó a Joseph Goebbels, el jefe del partido en Berlín: quería los tres escaños en el Reichstag, más dinero para las SA y más poder político en el movimiento nacionalsocialista. Hitler se negó a tomar en serio las quejas y no vería a Stennes cuando viniera a Múnich para enfrentarse. Franz Pfeffer von Salomon había renunciado como líder de las SA en este momento, y Hitler le aseguró a Goebbels que enviaría al Jefe de Gabinete de las SA, Otto Wagener, para arreglar las cosas en las SA. 
Stennes decidió que se necesitaban acciones para hacer una declaración. En consecuencia, las SA de Berlín se negó a proporcionar protección a Goebbels en su discurso en el Sportpalast el 30 de agosto de 1930, y sus hombres desfilaron en Wittenbergplatz, manifestando contra Goebbels. Goebbels recurrió a las SS, que técnicamente todavía formaban parte de las SA en ese momento, que proporcionaron la seguridad y protección necesarias en la reunión y que luego fueron asignadas para proteger la oficina del Gau en Berlín. 
Luego, las SA irrumpieron en la oficina del Gau en la Hedemannstrasse, hiriendo a los hombres de las SS y destruyendo las instalaciones. Goebbels, sacudido por el incidente, notificó a Hitler, quien dejó el Festival Wagner en Bayreuth y voló inmediatamente a Berlín, donde Goebbels le dijo que era necesaria una resolución de los problemas con las SA para evitar que la insatisfacción en Berlín se extendiera a las SA en el resto de Alemania.
Hitler habló directamente con algunos hombres de las SA, y luego tuvo dos reuniones con Stennes la noche del 31 de agosto. Al día siguiente, en una reunión de aproximadamente 2.000 soldados de asalto, Hitler anunció que él mismo reemplazaría a Pfeffer como Líder Supremo de las SA, una declaración que los hombres de las SA recibieron con alegría. Hitler pidió lealtad a él personalmente, y al Führerprinzip, y los hombres reunidos hicieron un juramento de lealtad, al igual que todos los soldados de asalto en toda Alemania, y todos los hombres que se unieron a la organización posteriormente. Luego, Stennes leyó la declaración de Hitler de que se realizarían mejoras significativas en la condición financiera de las SA, el dinero proveniente de las cuotas del partido. Los soldados de asalto también tendrían representación legal gratuita si fueran arrestados en el cumplimiento de su deber. Con estas concesiones, la crisis había terminado.

### Expulsión
En la primavera de 1931, Stennes continuó quejándose de que las SA en Breslau no pudieron presentarse a inspección en febrero de 1931 porque carecían de calzado. También creía que la estrategia de legalidad era un fracaso, como lo demuestra el fracaso del partido en ganar las elecciones del Reichstag de 1930 con una clara mayoría. También se quejó del regreso de Ernst Röhm para dirigir las SA, objetando la homosexualidad del Jefe de Estado Mayor.
Stennes se rebeló de nuevo. Las SA volvió a asaltar las oficinas del partido en Berlín la noche del 31 de marzo al 1 de abril y tomó el control del edificio. Además, las SA se hizo cargo de las oficinas del periódico de Goebbels, Der Angriff . Las versiones pro-Stennes aparecieron en el periódico el 1 de abril y el 2 de abril.
Hitler ordenó a Goebbels que tomara los medios necesarios para sofocar la revuelta. Goebbels y Göring purgaron las SA en Berlín, y Stennes fue expulsado del partido. 
Hay algunas pruebas de que Stennes pudo haber sido pagado por el gobierno socialdemócrata del canciller alemán Heinrich Brüning, con la intención de causar conflictos dentro del movimiento nacionalsocialista.

## Exilio
Después de la toma del poder del NSDAP en 1933, Stennes fue con su esposa e hija al exilio. Göring le hizo prometer que abandonaría del país de inmediato y que no se establecería en Suiza. 
Luego, Stennes emigró a China y llegó con su esposa a Shanghái el 19 de noviembre de 1933 a bordo del barco de vapor Ranchi. Stennes fue asesor militar del movimiento Kuomintang de Chiang Kai-shek hasta 1949. Sus esfuerzos fueron para reorganizar el ejército y las fuerzas policiales de los nacionalistas chinos siguiendo el modelo de las fuerzas armadas prusianas.

## Regreso a Alemania
Stennes regresó a Alemania en 1949. En 1951, fue miembro destacado del Deutsche Soziale Partei (Partido Social Alemán), del cual obtuvo un escaño. Posteriormente, Stennes se retiró a la vida privada. Solicitó el reconocimiento como "víctima de la tiranía nacionalsocialista", que fue rechazada en 1957 por el Tribunal Federal. Vivió en Lüdenscheid, hasta su muerte en 1983.